# The Human Equation
A The Human Equation a hetedik nagylemeze az Arjen Anthony Lucassen vezette Ayreonnak. Kiadták 2004. május 25-én.
Mint a többi Ayreon albumon ezen is sok vendég szerepel, például James LaBrie a Dream Theater-ből vagy Eric Clayton a Saviour Machine-ból.
A számokat Lucassen írta és rendezte.
A többi Ayreon albumhoz hasonlóan a Human Equation is egy történetet mesél el, de az eddigi fantasy, illetve tudományos-fantasztikus történetektől eltérően ez egy ember (Én) 20 napi kómája alatt történteket mondja el. Az albumon 20 szám található, ezek a 20, kómában töltött napnak felelnek meg. Én ezalatt a 20 nap alatt a saját fejébe van bezárva, és megelevenedett érzelmeivel találkozik, akik megváltoztatják addigi életét, gondolkodását.

## Történet
|  | Alább a cselekmény részletei következnek! |

### Első nap: Virrasztás
(Day One: Vigil) 

A történet kezdetén Én (Me, James LaBrie) kómában fekszik egy kórházi ágyban. A Felesége (Wife, Marcela Bovio) és a Legjobb Barátja (Best Friend, Arjen Anthony Lucassen) Én állapotáról beszélgetnek, miközben a Feleség megjegyzést tesz arra hogy ő és Legjobb Barát rejtegetnek valamit.

### Második nap: Elszigeteltség
(Day Two: Isolation) 

A második napon Én rájön, hogy el van szigetelődve a külvilágtól és a saját érzelmeivel kell szembenéznie. Ettől való félelme miatt elevenedik meg Félelem (Fear, Mikael Åkerfeldt), majd találkozik a Józan Ésszel (Reason, Eric Clayton) és Szenvedéllyel (Passion, Irene Jansen). Ahogy Én egyre jobban kétségbe esik, megjelenik Büszkeség (Pride, Magnus Ekwall) hogy bátorítsa és Szerelem (Love, Heather Findlay) hogy vigaszt nyújtson számára, és hogy felkészítse az előtte álló megpróbáltatásokra.

### Harmadik nap: Fájdalom
(Day Three: Pain) 

A harmadik napon Én szembesül a Gyötrelemmel (Agony, Devon Graves). Gyötrelem még inkább kétségbe ejti Ént azzal hogy elmondja neki, hogy mennyire egyedül van és hogy mindig is egyedül volt. Ez felbosszantja Dühöt (Rage, Devin Townsend), aki egy hazugságról kezd el beszélni.

### Negyedik nap: Rejtély
(Day Four: Mystery) 

A negyedik napon Feleség és Legjobb Barát Én balesetéről beszélnek. Úgy tűnik Én autóbalesetet szenvedett fényes nappal, egy kihalt úton, minden ok nélkül. Azon gondolkodnak vajon túléli-e, mialatt Én ismét összetalálkozik Szenvedéllyel és kiderül hogy ő legalább annyira el van veszve mint Feleség és Legjobb Barát.

### Ötödik nap: Hangok
(Day Five: Voices) 

Az ötödik napon Én a negyedik napon, Feleség és Legjobb Barát közt elhangzott társalgást beszéli meg az érzelmeivel.

### Hatodik nap: Gyermekkor
(Day Six: Childhood) 

A hatodik nap Gyötrelem visszaviszi Ént a gyermekkorába, ahol kiderül hogy Apa (Father, Mike Baker) elhagyta a családot. Én és Félelem utalnak arra is hogy Apa mindig teljesíthetetlen követelmények elé állította Ént, és fizikailag is bántalmazta, miközben az anyjának azt mondta, hogy elesett és beverte a fejét, és mindig arról beszélt, hogy Én mindig egy vesztes volt.

### Hetedik nap: Remény
(Day Seven: Hope) 

Elérkezik a hetedik nap és Legjobb Barát elhatározza hogy megpróbálja elérni Ént, és megpróbálja Ént a gyermekkorukra emlékeztetni. Legjobb Barát fájdalmasan hívja Ént, hogy térjen vissza. Én úgy érzi, csapdában van, és kiáltani próbál, de valami visszatartja, mintha valamit nem végzett volna el.

### Nyolcadik nap: Iskola
(Day Eight: School) 

A nyolcadik nap Félelem újra előbukkan és szembeállítja Ént a legrosszabb félelmeivel. Visszaviszi Ént az első napjára az iskolában, emlékeztetve arra, hogy kinevették és gúnyolták, és kirekesztett volt az iskolában. Ez felébreszti Dühöt, aki elmondja hogy ezek a megpróbáltatások formálták Ént olyanná amilyen. Gyötrelem utal arra hogy Ént gúnyolták aki megfogadta hogy bosszút áll. Józan Ész és Büszkeség vitázni kezdenek, míg Büszkeség arra biztatja Ént hogy adja ki dühét, és bizonyítsa be, hogy ő a legjobb, addig Józan Ész azt mondja hogy elég ha tudja hogy ki is ő valójában, és próbáljon kijutni ahelyett hogy kiütteti magát. Szenvedély elárulja Józan Észt, és Büszkeség oldalára áll, biztatva Ént hogy ne gondolkodjon, hanem cselekedjen. Majd kiderül hogy Én már bosszút állt azokon akik csúfolták. De rájön hogy ettől sem könnyebbült meg.

### Kilencedik nap: Játszótér
(Day Nine: Playground) 

A kilencedik nap Én még mindig a gyermekkorában van (Instrumentális rész)

### Tizedik nap: Emlékek
(Day Ten: Memories) 

A kóma tizedik napján Feleség és Legjobb Barát gondolkoznak a kórházban, hogy mi baja lehet Énnek, mert semmilyen fizikai sérülése nincs, és fel kellett volna ébrednie. Mindketten elkezdenek beszélni az Énnel közös emlékeikről, Legjobb Barát felidézi a barátságukat (amikor megmutatták az új biciklijeiket, vagy amikor megmásztak egy magas tornyot). Ezalatt baljós előjelként, Legjobb Barát oldalán, feltűnik Büszkeség. Feleség bízik a házasságuk erős kötelékében, és Szerelem is emellett áll. Józan Ész buzdítja Ént, hogy hagyja magát emlékezni.

### Tizenegyedik nap: Szerelem
(Day Eleven: Love) 

A tizenegyedik napon, Józan Ész segítségével, Én visszakerül arra a napra, amikor először találkozott a feleségével. Egy péntek este volt, egy táncmulatságon. Én és Feleség táncolnak, míg Szerelem és Szenvedély megjegyzik, hogy szerelem volt első látásra. Ezalatt Gyötrelem és Félelem utalásokat tesz ("Remember your father, you're just like him – Emlékezz apádra, pont olyan vagy mint ő") és ("Nobody loved you, nobody will – Senki sem szeretett, senki nem is fog", bár Félelem kicsit reménykedőbb ebből a szempontból), Szenvedély és Büszkeség a maguk módján buzdítják Ént.

### Tizenkettedik nap: Trauma
(Day Twelve: Trauma) 

Én kómájának tizenkettedik napján Józan Ész megelégeli a helyzetet és elmondja neki, hogy ha eléggé akarja ki tud törni az elméjéből. Félelem nem enged, és Ént még lejjebb viszi, lelkének legmélyebb, legsötétebb bugyraiba, és megjegyzi, "A fejedbe vagy zárva, jobb lett volna ha meghalsz" ("Locked inside your head; you're better off dead!"). Az érzelmei feltárják Én legnagyobb traumáját: az édesanyja halálát. Gyötrelem utal arra, hogy miután az apja elhagyta őket, az anyja számított a fia segítségére. A forrófejű Én azt hitte anyja csak maga mellett akarja tartani őt. Gyötrelem utal rá, hogy Én még a közelben sem volt, amikor anyja öngyilkos lett, és még csak nem is láthatta, nemhogy megakadályozhatta volna. Józan Ész elmondja Énnek hogy, bár hibás ő is de nem ő az egyedüli vétkes, hanem az apja ("anyád meghalt, amikor apád elhagyott – your mother died the day your father left"). Félelem mesél Én rémálmairól, amikor anyja szól hozzá a sírból ("Hol voltál fiam, amikor szükségem volt rád? – Where were you son, when I needed you?"), és kiderül hogy az apja is őt hibáztatja anyja haláláért.

### Tizenharmadik nap: Jel
(Day Thirteen: Sign) 

A tizenharmadik napon Szerelem megelégeli azt, ahogy Én a feleségével bánik és rávilágít, hogy milyen szerencsés ember ő. Én ezt elfogadja és sajnálja, de nem biztos abban, hogy nincs-e késő helyrehozni a hibáit. A 13. napon a külvilágban is történik valami: Én elejt egy könnycseppet, majd ökölbe szorítja a kezét. Feleség és Legjobb Barát ismét megemlítik a közös titkukat, amiről már az első nap is beszéltek.

### Tizennegyedik nap: Büszkeség
(Day Fourteen: Pride) 

Büszkeség elviszi Ént élete tetőpontjára, ahol Én és Büszkeség eltérőn vélekedik Én személyiségéről: Én szerint ő mindig is kreatív, művészember volt, és hogy irgalmas volt másokkal, míg Büszkeség szerint mindig csak másoknak akart megfelelni és ezért lett olyan, amilyen. Ez az első alkalom, hogy Büszkeség és Józan Ész egyetért, és bátorítják Ént, hogy hagyja hogy az érzelmei irányítsák.

### Tizenötödik nap: Árulás
(Day Fifteen: Betrayal) 

Kiderül, hogy Büszkeség, miért állt Legjobb Barát mellett a 10. napon: kiderül, hogy Én és Legjobb Barát közt versengés folyt egy munkáért, és Legjobb Barát, aki Én felettese volt, Énre bízta a könyvelést egy üzletben, Én ezt úgy használta ki, hogy el tudta nyerni a pozíciót. Félelem rámutat Én belső harcára, míg Gyötrelem a fájdalomra, amit az árulás okozott. Szenvedély és Gyötrelem az árulás beismerésére és a bocsánatkérésre buzdítja Ént, Én megfogadja, hogy elmondja.

### Tizenhatodik nap: Lúzer
(Day Sixteen: Loser) 

A 16. napon furcsa dolog történik: Én apja jön látogatóba. Vesztesnek nevezi Ént, és gúnyolja, mint mindig. Később kiderül, a valódi vesztes Apa, aki sok tönkrement házasságon van túl, perben áll a volt feleségeivel, a gyermekei közül sok börtönben ül. Düh megelégeli ezt és Apára ontja Én minden dühét.

### Tizenhetedik nap: Baleset?
(Day Seventeen: Accident?) 

A tizenhetedik napon Ént az érzelmek visszaviszik a baleset napjára. Józan Ész írja le a környezetet: Én délután egykor hazafelé autózott, és az árulásán próbálta túltenni magát, amikor meglátta Feleséget egy idegen férfi karjaiban az utcán, ennek hatására Én szándékosan egy fa felé vette az irányt, mert úgy érezte nem bírja tovább az életének megpróbáltatásait. Feleség ekkor elmondja, hogy ki volt az idegen férfi: "csak mi voltunk, értsd meg – It was only us, please understand." Szenvedély kijelenti, hogy Énnek már nem maradt semmije. Büszkeség szerint a szerelme elhagyta őt, Gyötrelem szerint a fájdalom Én legrégebbi barátja.

### Tizennyolcadik nap: Felismerés
(Day Eighteen: Realization) 

Eljön a tizennyolcadik nap, és Én érzelmei egyesével jönnek elő. Először Józan Ész, aki megkérdezi, mit fog tenni most hogy tudja mit csinált a felesége. Majd Szenvedély következik, aki bosszút javasol, utána Büszkeség, aki szerint szintén nem szabad ennyiben hagyni. Őt Szerelem követi, aki a megbocsátást javasolja, majd Gyötrelem, szerint jobb volna ha Én meghalna, Végül Félelem, aki megkérdezi Ént, hogy elég erős-e? A külső világban Legjobb Barát és Feleség látják hogy Én harcol valami ellen. Én csettint.

### Tizenkilencedik nap: Eltávolodás
(Day Nineteen: Disclosure) 

Ekkor derül ki a történet utolsó, hiányzó darabja: Legjobb Barát, miután Én miatt elveszítette a munkáját, megpróbálta elfelejteni a gondjait, és flörtölt Én feleségével, akivel pedig Én nem nagyon törődött. Csak egy egyéjszakás kaland volt, Legjobb Barát biztosítja Ént hogy sosem volt szerelmes Én feleségébe, Feleség pedig elmondja, hogy szíve még mindig Éné. Mindketten bocsánatot kérnek. Szerelem és Szenvedély kivezetik Ént az elméjéből, a valódi világba, mert tudják, hogy Én megváltozott.

### Huszadik nap: Szembesülés
(Day Twenty: Confrontation) 

Az utolsó nap, a huszadik. Én felébred, és mindenekelőtt bevallja árulását Legjobb Barátnak, aki meglepetésre elmondja, hogy tudta hogy Én tette, de nem haragszik érte. Én bocsánatot kér, Legjobb Barát pedig elmondja, hogy már rég megbocsátott. Én cselekedetei három ember életét tették tönkre, és most együtt kell helyrehozniuk. Szerelem bátorítja Ént, Gyötrelem pedig az első, aki üdvözli Ént a való világban. Szenvedély elmondja Énnek, hogy most már tényleg ő a felettes, Józan Ész üdvözli Ént. Büszkeség megerősíti Szenvedély véleményét. Utolsóként Félelem jön, és megkérdezi Én, hogy biztos-e a visszatérésben. Én igennel felel, és új életet kezd…
…kezdene. Azonban úgy tűnik, hogy az egész csak a Dream Sequencer egyik szimulált kísérlete volt, az "Lelki Egyensúly program – The Human Equation Program".
|  | Itt a vége a cselekmény részletezésének! |

## Számok listája
1. "Day One: Vigil" – 01:33
2. "Day Two: Isolation" – 08:42
3. "Day Three: Pain" – 04:59
4. "Day Four: Mystery" – 05:37
5. "Day Five: Voices" – 07:10
6. "Day Six: Childhood" – 05:05
7. "Day Seven: Hope" – 02:47
8. "Day Eight: School" – 04:23
9. "Day Nine: Playground" – 02:16
10. "Day Ten: Memories" – 03:57
11. "Day Eleven: Love" – 04:18
12. "Day Twelve: Trauma" – 09:54
13. "Day Thirteen: Sign" – 04:47
14. "Day Fourteen: Pride" – 04:43
15. "Day Fifteen: Betrayal" – 05:24
16. "Day Sixteen: Loser" – 04:47
17. "Day Seventeen: Accident?" – 05:42
18. "Day Eighteen: Realization" – 04:31
19. "Day Nineteen: Disclosure" – 04:43
20. "Day Twenty: Confrontation" – 07:03

Minden számot Arjen Lucassen írt, kivéve: 

Heather Findlay írta Szerelem szövegeit a 13. napon 

Devon Graves írta Gyötrelem szövegeit a 17. napon 

Devin Townsend írta Düh szövegeit a 3., 8., és 16. napon

## Résztvevők

### Szereplők
- James LaBrie (Dream Theater) – Én
- Mikael Akerfeldt (Opeth) – Félelem
- Eric Clayton (Saviour Machine) – Józan Ész
- Heather Findlay (Mostly Autumn) – Szerelem
- Irene Jansen (ex-Karma) – Szenvedély
- Magnus Ekwall (The Quill) – Büszkeség
- Devon Graves (Dead Soul Tribe, Psychotic Waltz) – Gyötrelem
- Marcela Bovio (Elfonía, Stream of Passion) – Feleség
- Arjen Lucassen (Ayreon, Stream of Passion, Ambeon, Star One) – Legjobb Barát
- Mike Baker (Shadow Gallery) – Apa
- Devin Townsend (Strapping Young Lad, The Devin Townsend Band) – Düh

### Zene
- Arjen Lucassen – minden elektromos és akusztikus gitár, basszusgitár, billentyű, szintetizátorok, hammond orgona
- Ed Warby (Gorefest) – ütős hangszerek

#### Akusztikus hangszerek
- Robert Baba – hegedű
- Marieke van den Broek – cselló
- John McManus – fuvola a 13, 16 és 18. napon illetve furulya a 18. napon
- Jeroen Goossens – fuvola a 3, 5, 9, 14 és 18. napon, alt-fuvola a 2. napon, basszusfuvola az 5 és 14. napokon, pánsíp a 6. napon, didzseridu a 16. napon és fagott a 18. napon

#### Egyéb billentyűk és szólók
- Joost van den Broek (Sun Caged) – billentyűszóló a 2. napon, és spinét a 13. napon
- Martin Orford (IQ) – billentyűszóló a 15. napon
- Ken Hensley (Uriah Heep) – hammond orgonaszóló a 16. napon
- Oliver Wakeman – billentyűszóló a 17. napon

## Változatok
Az album három különböző kiadásban került piacra:
- "Általános" kiadás: 2 CD
- "Különleges" kiadás: 2 CD és egy DVD "így készült" videókkal
- Korlátozott példányszámú "Deluxe" kiadás: 2 CD, 1 DVD, és egy 36 oldalas könyv

A "Deluxe" kiadás nem szabványos CD-tokban, hanem egy nagy könyvszerű tokban került a boltokba, melyet széthajtva megtaláljuk a CD-ket, a DVD-t és könyvet, ami a dalszövegeket tartalmazza, és illusztrációkat minden naphoz.

### DVD
- Inside [45:27] – így készült
- Concept [3:05] – The Human Equation koncepció
- Drums [3:32] – Ed Warby dobjai
- Video [3:49] – 11. nap: Szerelem (Day Eleven: Love) videóklipje
- Teaser [1:28] – előzetes

### Maxik

#### Ayreon – Day Eleven: Love
(Megjelent: 2004. április 19-én, az InsideOut Music gondozásában)
1. Day Eleven: Love (radio edit) 03:41
2. Day Two: Isolation (album version) 08:46
3. No Quarter 03:41
4. space Oddity 04:57

Teljes hossz 21:05
A harmadik dal egy Led Zeppelin feldolgozás, és Devon Graves, Magnus Ekwall, Eric Clayton and James LaBrie énekli fel. 

A negyedik dal egy David Bowie feldolgozás, és Eric Clayton énekli.
A lemezhez jár egy titkos kód amit beütve az Ayreon weboldalára, két bónusz számot kapunk: 

05. Day Eleven: Love (demo) 04:18 

06. Day Eleven: Love (instrumental) 04:04
Az ötödik dal a "Day Eleven: Love" egy demója (Vokálok: Arjen Lucassen). 

A hatodik dal "Day Eleven: Love" instrumentális (vokálok nélküli) változata.

#### Ayreon – Day Sixteen: Loser
(Megjelent: 2004. július 19. az InsideOut Music gondozásában)
Számok
1. Loser (Star One Version) 03:35
2. How You Gonna See Me Now (Alice Cooper cover) 03:51
3. Into the Black Hole 04:25
4. Castle Hall (acustic version) 04:08

Vendégzenészek:
- Devin Townsend – Ének (1. szám)
- Ed Warby – Dob (1. szám)
- Jeroen Goossens – Fuvola (1. szám)
- John McManus – Fuvola (1. szám)
- Joost van den Broek – Billentyű (1. és 3. szám)
- Peter Vink – Basszusgitás (1. szám)
- Robert Baba – Hegedű (1. szám)
- Mike Baker – Ének (2. szám)
- Irene Jansen – Ének (3. és 4. szám)
- Ewa Albering – Fuvola (4. szám)
- Dewi Kerstens – Cselló (4. szám)

Az első szám egy másik változata Human Equationon is rajta van. 

A harmadik számot a "Stairway to Heaven"-ben vették fel 2004. április 18-án.

#### Ayreon – Come Back to Me
(Megjelent: 2005. június 16-án, az InsideOut Music gondozásában)
Számok
1. Day Seven: Hope 03:02
2. August Fire 02:54
3. When I'm Sixty-Four 02:54
4. Back 2 Me 03:20

(Teljes hossz: 12:11)
A lemez ezen kívül tartalmaz egy videóklipet, és egy "Így készült…" videót is.
Az "August Fire" valójában a Human Equation egyik száma lett volna, Heather Findlay énekével (a Mostly Autumn énekesnője, a Human Equationben a Szerelmet személyesíti meg.) 

A "When I'm Sixty-Four" egy Beatles feldolgozás, amit Arjen eredetileg demónak vett fel. 

A "Back 2 Me" a Day Seven: Hope-nak egy remixe, amit a Two Maniacs készített.

## Külső hivatkozások
- Az album hivatalos oldala
- A LastFM rajongói oldala (angol)
- A Metal Kingdom rajongói oldala (angol)